# Tokyo Disney Resort
Tokyo Disney Resort (東京ディズニーリゾート) är en temapark och resort i Urayasu, Chiba prefektur, Japan, strax öster om Tokyo. Den ägs och drivs av Oriental Land Company med licensavtal från The Walt Disney Company. Tokyo Disney Resort öppnade den 15 april 1983 som en temapark (Tokyo Disneyland) men utvecklades till en resort med två temaparker, Tokyo Disneyland och Tokyo Disney Sea, två Disney-hotell och ett shoppingcenter. Tokyo Disneyland var den första Disney-temaparken som öppnades utanför USA. 